# لوخي (فريمان)
لوخي (بالفارسية: لوخی) هي مستوطنة تقع في قسم بالابند الريفي في إيران. يقدر عدد سكانها بـ 63 نسمة .